# Julie McNiven
Julie McNiven (Amherst (Massachusetts), 11 oktober 1980) is een Amerikaanse actrice.

## Biografie
McNiven werd geboren en groeide op in Amherst (Massachusetts) en heeft gestudeerd aan de Salem State College in Salem (Massachusetts).
McNiven is vanaf 2010 getrouwd en woont in New York.

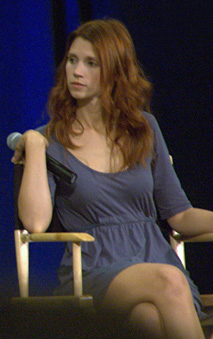
Julie McNiven in 2009

## Filmografie

### Films
Uitgezonderd korte films.
- 2021 The Sleeping Negro - als blanke vrouw
- 2020 Heart to Heart - als Juley
- 2019 The Naughty List - als Blythe Freeman
- 2018 A Christmas Arrangement - als Natalie
- 2018 Neighborhood Watch - als Lindsay Porter
- 2017 The Babymoon - als Hanna
- 2014 The Possession of Michael King – als Beth King
- 2013 Screwed – als Emma
- 2013 The Caterpillar's Kimono - als Helen
- 2013 Movie 43 - als ATM vrouw
- 2010 Failing Better Now – als Anna
- 2009 The Cave Movie – als Julie
- 2007 Across the Universe – als vrouw
- 2007 Go Go Tales – als Madison
- 2006 The Groomsmen – als vrouw met band
- 2005 Carlito’s Way: Rise to Power – als danseres van Carlito
- 2005 Dangerous Crosswinds – als Sue Barrett
- 2000 The Gypsy Years – als secretaresse
- 1997 Old Man Dogs – als geest

### Televisieseries
Uitgezonderd eenmalige gastrollen.
- 2019-2020 Doom Patrol - als Sheryl Trainor - 6 afl.
- 2020 Gods of Medicine - als Sarah Foster - 2 afl.
- 2012 Book Club – als Aubrey – 7 afl.
- 2010-2011 Stargate Universe – als Ginn - 8 afl.
- 2008-2010 Supernatural – als Anna Milton – 6 afl.
- 2009 Desperate Housewives – als Emily Portsmith – 2 afl.
- 2007-2009 Mad Men – als Hildy – 20 afl.
- 2006-2007 Brotherhood – als knappe kantoorbediende – 3 afl.

- Library of Congress Control Number: no2018107701
- Virtual International Authority File: 2548153472515245360001
- WorldCat: E39PBJr3mJGRkF9cbpR7rQvCQq